# Orange Soil

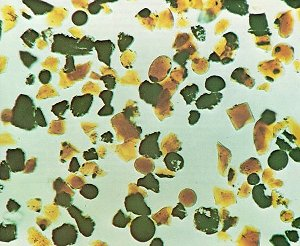
Orange Soil

Als Orange Soil (engl. orangefarbener Boden) wird ein Mondgestein bezeichnet, welches zum großen Teil aus orangefarbenen Glasfragmenten besteht. Es wurde während der Apollo-17-Mission (Landung am 11. Dezember 1972) auf dem Mond im Taurus-Littrow-Tal am 110 Meter breiten Krater Shorty gefunden.
Die Glasfragmente sind mehr als drei Milliarden Jahre alt und vermutlich vulkanischen Ursprungs.